# Дочь Дракулы
«Дочь Дракулы» (англ. Dracula's Daughter) — американский фильм ужасов о вампирах 1936 года из классической серии фильмов ужасов компании Universal. Является прямым сиквелом фильма «Дракула» 1931 года. Режиссёр фильма — Ламберт Хилльер, сценаристом выступил Гаррет Форт, главные роли исполнили Отто Крюгер, Глория Холден, Маргарит Черчилль. Единственным актёром, снявшимся и в оригинале, и в сиквеле является Эдвард Ван Слоун; он исполнил роль Ван Хельсинга (Van Helsing), но в титрах «Дочери Дракулы» имя его персонажа написано как Von Helsing.
«Дочь Дракулы» рассказывает историю графини Марии Залеской, дочери графа Дракулы, которая тоже является вампиром. После смерти Дракулы она верит, что если уничтожить его тело, она сможет освободиться от его влияния, потеряет вампирские способности и сможет вести нормальную человеческую жизнь. Когда это не удаётся, она обращается к психиатру, доктору Джеффри Гарту. Графиня похищает невесту доктора Гарта, Джанет, и увозит её в Трансильванию, что приводит к финальному сражению за жизнь Джанет, между доктором Гартом и графиней.
Фильм изначально позиционировался как экранизация короткого рассказа Брэма Стокера «Гость Дракулы», но на самом деле не имеет ничего общего с первоисточником. Современные источники также утверждают, что в основу фильма могла лечь «Кармилла», готическая повесть Джозефа Шеридана Ле Фаню 1872 года, которая часто упоминается, как первое опубликованное британское художественное произведение, в котором рассматриваются лесбийские отношения.
Продюсер Дэвид Селзник приобрёл права на рассказ Стокера для студии Metro-Goldwyn-Mayer, но Universal выкупила их в 1934 году, причём права должны были вернуться к MGM, если Universal не начнёт производство фильма к октябрю 1935 года, позднее эта дата была продлена до февраля 1936 года. Universal спешно запустила фильм в производство в том же месяце, причём, чтобы уложиться в этот срок, сценарий был завершён лишь частично. Изначально режиссёром назначили Джеймса Уэйла, который до этого снял успешную экранизацию «Франкенштейна», но позже глава Universal Карл Леммле младший доверил режиссуру Хилльеру.
«Дочь Дракулы» не смог повторить успех первого фильма, хотя и был положительно встречен критиками. Современные критики и историки кино отмечают сильный лесбийский подтекст фильма, который Universal даже использовала в самой ранней рекламе.

## Сюжет
Картина начинается сразу после событий предыдущего фильма. Дракула был только что убит Профессором Ван Хельсингом (Эдвард Ван Слоун). На месте преступления полиция Скотланд-Ярда задерживает Ван Хельсинга. В полицейском участке он объясняет, что на самом деле убил вампира, который был мёртв уже более 500 лет и все эти года пил кровь невинных людей. Ван Хельсинг, вместо того чтобы нанять адвоката, зовёт на помощь психиатра Джеффри Гарта (Отто Крюгер), который когда-то был его учеником. Доктор соглашается помочь профессору любым способом и приезжает в Лондон. 
Тем временем дочь Дракулы, Графиня Мария Залеска (Глория Холден), при помощи своего помощника Шандора (Ирвинг Пичел), похищает тело Дракулы из Скотланд-Ярда и сжигает его. Графиня надеется, что после уничтожения тела отца, с неё спадёт проклятие и она станет смертной. Однако её предположения не срабатывают и у неё по-прежнему остаётся вечная жажда крови. Графиня продолжает убивать, а днём спит в гробу. Она встречает того самого доктора Джеффри, который помогает Ван Хельсингу и влюбляется в него. Мария назначает доктору встречу и просит помочь ей излечиться, хотя сама понимает, что скорее всего это невозможно. Графиня не рассказывает доктору, что является вампиром. Во время их разговора Гарту звонят и срочно вызывают на работу. Он уходит, а графиня просит Шандора привести ей натурщицу для рисования. На улице Шандор встречает молодую девушку Лили (Нэн Грэй), которая хочет броситься с моста. Помощник отговаривает её и приводит в мастерскую графини. Та предлагает Лили выпить вина и раздеться. После того как девушка соглашается, Залеска нападает на неё и пьёт кровь. Позже обескровленную Лили находят на улице и доставляют в больницу, где её осматривает доктор Гарт. Он замечает две раны на ярёмной вене. Джеффри спешит обсудить свои предположения с профессором Ван Хельсингом, который сразу говорит, что это дело рук вампира. Как только Гарт возвращается домой, его уже ждёт графиня. Она предлагает Гарту уехать с ней в Трансильванию, но он отказывается.
Доктора вызывают в больницу, потому что Лили пришла в себя. Гарт гипнотизирует пациентку и та рассказывает, что на неё напала женщина и описывает её. Доктор понимает, что речь идёт о графине Залеске. Джеффри идёт к ней домой, где Мария рассказывает ему, что является вампиром.
Графиня со своим помощником похищают возлюбленную доктора Джанет (Маргарит Черчилль) и улетают с ней в Трансильванию. В замке Дракулы помощник спрашивает у графини Залески, зачем они привезли сюда девушку из Лондона. Залеска ему отвечает, что за Джанет придёт Джеффри. Графиня подарит ему вечную жизнь и Гарт останется с ней в замке. После таких слов её слуга впадает в бешенство, ведь вечную жизнь графиня обещала ему.
Следом за графиней в Трансильванию вылетают доктор Джеффри и Ван Хельсинг. Джеффри приходит в замок и видит там загипнотизированную Джанет. Залеска говорит Гарту, если он хочет, чтобы его возлюбленная выжила, то доктор должен остаться с ней навсегда. Джеффри соглашается, но в этот момент Шандор из лука стреляет ей в сердце. В замок врывается полиция вместе с Ван Хельсингом и убивают слугу. Джанет просыпается из-под гипноза.

## Актёрский состав
| Актёр             | Роль                   |
| ----------------- | ---------------------- |
| Отто Крюгер       | Доктор Джеффри Гарт    |
| Глория Холден     | Графиня Мария Залеска  |
| Маргарит Черчилль | Джанет Блэйк           |
| Эдвард Ван Слоун  | Профессор Ван Хельсинг |
| Гилберт Эмери     | Комиссар Бэйзил Хэмфри |
| Ирвинг Пичел      | Шандор                 |
| Хэллиуэлл Хоббс   | Констебль Хоукинс      |
| Билли Беван       | Констебль Альберт      |
| Нэн Грэй          | Лили                   |
| Хедда Хоппер      | Леди Хэммонд           |
| Клод Аллистер     | Сэр Одри               |
| Эдгар Нортон      | Хоббс                  |
| Э.Э. Клайв        | Сержант Уолкис         |

## Производство
Изначально Universal не имела прав на экранизацию «Гостя Дракулы», вырезанную главу из оригинального романа Брэма Стокера «Дракула», но разговоры о сиквеле в студии начались уже в марте 1931 года. История в рассказе повествует о встрече некоего мужчины (предполагается что героем является Джонатан Харкер) и женщины-вампира. История не устанавливает родственных отношений между женщиной и Дракулой. Директор компании Metro-Goldwyn-Mayer Дэвид О. Селзник в 1933 году заключил контракт с вдовой Стокера, Флоренцией, по покупке прав на главу за аванс в размере 500 долларов против покупной цены в 5000 долларов. Адвокаты и руководители MGM были обеспокоены использованием слова «Дракула» в названии фильма, опасаясь, что Universal подаст в суд, хотя контракт Селзника с вдовой Стокер явно разрешал среди возможных альтернативных заголовков фильма использовать словосочетание «Дочь Дракулы». Проект получил кодовое название «Тарантул».

### Режиссёр
Возможно в то время, когда права на рассказ «Гость Дракулы» принадлежали студии MGM, Селзник рассчитывал, что режиссёром выступит Тод Браунинг, который снял «Дракулу» с Лугоши и сейчас работал на MGM. Глава студии Universal Карл Леммле младший хотел, чтобы режиссёром «Дочери Дракулы» стал Джеймс Уэйл, только что снявший коммерчески успешный фильм «Невеста Франкенштейна». Но Уэйл в это время дожидался окончания съёмок у Айрин Данн в фильме «Великолепная одержимость», после которого планировал взять её на роль в своём фильме «Плавучий театр». Помимо этого Уэйл не хотел снимать два фильма ужасов подряд и убедил Леммле младшего купить права на мистический роман «Убийственное похмелье». Карл Леммле младший согласился на это только после того как Уэйл пообещал, что его следующей работой будет фильм «Дочь Дракулы». Джеймс Уэйл закончил работу над фильмом «Помнишь прошлую ночь?», который вышел на экраны 14 сентября 1935 года. Съёмки «Великолепной одержимости» завершились 29 октября 1935 года. К этому времени Айрин Данн освободилась и Уэйл начал снимать «Плавучий театр». Леммли младший не стал дожидаться завершения съёмок и заменил Уэйла на комедийного режиссёра А. Эдварда Сазерленда, но «Дочь Дракулы» мало интересовала Сазерленда. Он вскоре покинул проект, после чего режиссёрское кресло занял Ламберт Хилльер.

### Сценарий
В оригинальной повести Стокера не упоминается дочь Дракулы и доподлинно не известно, кто придумал данного персонажа. Но учитывая что в титрах фильма под псевдонимом Оливер Джеффрис, указан Селзник, некоторые историки кино предполагают, что идея персонажа принадлежала ему.

#### Сценарий Курта Нойманна
Одним из ранних сценаристов фильма был Курт Нойманн, в дальнейшем более прославившийся как режиссёр фантастических фильмов «Муха» и «Кронос»[1][1]. Его сценарий начинается в Англии, с похорон человека по имени Роберт Митчелл. Среди присутствующих Ван Хельсинг, дочь Ван Хельсинга Ева и помощник Ван Хельсинга Кларк. На кладбище появляется летучая мышь, которая превращается в графиню Марию, дочь Дракулы, но присутствующие не видят превращения. Как подозревал Ван Хельсинг, Митчелл стал жертвой вампира. Пересказав историю «Дракулы» (и тем самым напомнив зрителям о сюжетной линии предыдущего фильма), Ван Хельсинг пытается определить причастность Марии к смерти человеика. Когда он не может найти её в дневное время, профессор устраивает ужин на который приглашает графиню. Вампирша приходит и очаровывает Кларка, который был влюблен в Еву. Теперь он находится под чарами вампира. В расследовании профессору помогает старый друг — доктор Сьюард, в лечебнице которого всё ещё лежит Ренфилд. Ван Хельсинг вместе со Сьюардом приходят в замок графини, где находят тайный проход из её спальни в подвал, в котором расположено логово вампирши. Появляются Кларк и Ренфилд которые стараются помешать героям. Ван Хельсинг убивает ставшего вампиром Роберта Митчелла, который прятался в логове вампирши. Возможно, сценарий не приняли из-за необоснованной пропажи из фильма самого Дракулы.

#### Сценарий Джона Балдерстона
Далее для переработки сценария Селзник нанял драматурга Джона Балдерстона, поставившего на Бродвее постановку «Дракула» в 1927 году и который ранее работал над фильмами «Дракула», «Франкенштейн» 1931 года и «Мумия» 1932 года. Его сценарий столкнулся с той же проблемой, автор избегал упоминания Дракулы. Сценарий строился на трёх основных действиях: Замок Дракулы, в дебрях Трансильвании; Женщина вампир в Лондоне и его окрестностях; Её побег и преследование, снова Замок Дракулы. История начиналась сразу же после финала первого фильма, только теперь Ренфилд был мёртв. В самом начале Ван Хельсинг и Сьюард решают отправиться в Трансильванию, что бы убить жён Дракулы, но договариваются не рассказывать об этом Мине и Джонатану, что бы не отвлекать молодых людей от свадьбы. Пока двое друзей добираются до замка, происходит сцена показывающая жестокость дочери Дракулы. В лунном свете, который пробивается в замок, стоят три женские фигуры. К ним приближается четвёртая, которая презрительно бросает остальным мешок с чем то живым внутри (предположительно ребёнок, что является отсылкой к оригинальному роману Стокера). Три фигуры протестуют, говоря что помимо крови нуждаются в любви, но они не получают молодых мужчин. Четвёртая фигура впадает в ярость и обрушивает на трёх вампирш удары плетью. Женщина восклицает, что пока Дракулы нет в замке, она здесь главная и остальные должны довольствоваться тем, что им дадут. «Какое право имеют женщины моего отца говорить о любви? Вы должны быть верны ему.» Три жены сражаются за сумку, довольные тем, что дочь вампира скоро отправится в Англию к своему отцу, не подозревая о том, что Дракула уже уничтожен. К тому времени как Ван Хельсинг со Сьюардом прибывают в замок, графиня уже улетела в Лондон. В сценарии Балдерстона фамилия графини Секеи, возможно автор взял её из фразы которую Дракула в оригинальном романе говорил Ренфилду: «Мы, Секлеры, по праву гордимся своим родом — в наших жилах течёт кровь многих храбрых поколений, которые дрались за власть как львы.» 
Мы получим прибыль, сделав дочь Дракулы влюбленной в своих жертв... соблазнение мужчин будет допустимо, но из первой версии сценария нам пришлось убрать соблазнение девушек, что явно было бы зацензурировано.Джон Балдерстон о сценарии фильма
Далее следует сцена из логова графини в Лондоне, которая показывает садомазохистские пристрастия вампирши. Вот как Балдерстон описывает её: «В этой сцене (в своем „Лондонском логове, где она удовлетворяет свои странные похоти и пьет кровь своих жертв“) она играет в кошки-мышки с бледным молодым человеком, разрушая его мужское достоинство. Он жалкий раб и ползает у её ног, пока она смеется над ним.» После графиня встречается с лордом Эдвардом «Недом» Вадхерстом и превращает его в вампира. Охотники на вампиров возвращаются из Трансильвании в Лондон и к ним присоединяются Хелен, возлюбленная Нэда, и Честер Моррис (отсылка к Квинси Моррису из оригинального романа. Имя персонаж получил не случайно, оно является данью уважения к звезде 30-х годов Честеру Моррису). На охотников нападает Нэд, но Хелен отбивается от вампира, поднеся ему ко лбу распятие, которое оставляет ожог на голове Нэда до конца фильма. Нэд сбегает и предупреждает графиню об опасности. Секеи улетает в трансильванский замок. Ван Хельсинг, Сьюард, Хелен и Моррис преследуют графиню. Рядом с замком на Морриса нападает волк и убивает его, а остальные охотники находят на снегу следы Нэда, по которым попадают в подвал замка, где находится гроб Секеи и убивают её. Нэд исцеляется, а с его лица пропадает ожог от креста.
Первоначальный сценарий включал сцены, которые подразумевали, что дочь Дракулы наслаждалась пытками своих жертв-мужчин и они, находясь под её контролем, тоже испытывали удовольствие. Помимо этого должны были присутствовать кадры гробницы графини, на стенах которой висели ремни и хлысты. В фильме не должно было быть кадров с использованием этих предметов, но зритель понимал бы о наклонностях вампирши. Независимо от каких-либо возражений, которые Администрация Производственного Кодекса, отвечающая за выдачу фильмам прокатного удостоверения, могла бы затронуть во многих аспектах сценария, фильм по сценарию Балдерстона никогда не мог бы существовать, поскольку контракт Селзника со Стокер ясно запретил использовать любых персонажей Брэма Стокера, которые не фигурировали в «Госте Дракулы». Селзник перепродал права на «Гостя Дракулы» Universal в сентябре 1935 года за 12 500 долларов, что помимо этого включало в себя права на сценарий Болдерстона. Есть и другая информация о перепродаже прав. Историк фильмов ужасов Гари Родес пишет, что Селзник продал права Universal в июле 1934 года за 5000 долларов. По контракту Universal должны были начать работу над фильмом до 1 октября 1935 года иначе, права на рассказ вернутся обратно к Селзнику. Историк специализирующийся на фильмах ужасов Дэвид Дж. Скал предположил, что возможно, перепродажа прав изначально планировалась Селзником, так как Universal хотели получить сиквел «Дракулы» и им нужны были права на рассказ связанный с романом Стокера.

#### Сценарий Р. С. Шерриффа
Далее за сценарий взялся будущий номинант на премию «Оскар» Р. С. Шеррифф. Когда Шеррифф приступил к работе над сценарием, он жил в Лондоне, куда в качестве основы Universal отправили ему сценарий Балдерстона. Шеррифф судя по всему, проигнорировал его, по крайней мере в значительной степени. Его сценарий начинался с трех сцен о легенде Дракулы, действие которых происходило в 14-м веке. Далее действие переносилось в настоящее время и сосредотачивалось на двух парах возлюбленных, которые посещают Трансильванию. Мужчины исследуют руины замка Дракулы. Позже один из них пропадает, а второго находят обезумевшим. Вызывают профессора Ван Хельсинга, который разыскивает пропавшего человека и находит его в Лондоне, в плену у дочери Дракулы, графини Сзелинской. Когда она пытается бежать вместе со своим пленником на корабле «Восток», Ван Хельсинг и ещё трое человек попадают на тот же корабль. Начинается сильный шторм и профессор уничтожает графиню. Её власть над мужчинами пропадает и в конце сценария обе пары возлюбленных женятся. Эта версия сценария была представлена Британскому совету по классификации фильмов (BBFC) 28 августа 1935 года и была отклонена с словами "…"Дочери Дракулы" потребовалось бы полдюжины… языков, для того что бы адекватно объяснить это свинство". 10 сентября Шеррифф встретился с представителями BBFC и через два дня представил пересмотренный сценарий. Этот сценарий был принят, но поскольку его детали не были записаны BBFC, неизвестно, насколько он отличается от первой версии или что из него попало в конечный сценарий, по которому был снят фильм.
Universal также представила первую версию сценария Шерриффа Production Code Administration 5 сентября 1935 года и столкнулась с ещё более сильным сопротивлением со стороны начальника PCA Джозефа Брина, чем у BBFC. Брин сообщил, что сценарий «содержит бесчисленные оскорбительные вещи, которые делают картину совершенно невозможной для утверждения в соответствии с Производственным кодексом». Далее Шеррифф приезжает в Америку для дальнейшей работой над сценарием. Вторая версия сценария была представлена 21 октября, но и она была отклонена. Многие из возражений Брина были сосредоточены на сценах 14-го века, в которых появился сам Дракула. Неизвестно была ли вторая версия сценария той же версией, которую ранее отправляли на рассмотрение в BBFC. Третья версия сценария Шерриффа была отдана на рассмотрение 24 октября, но так же была отклонена. Четвёртая и последняя версия Шерриффа была отдана в PCA 10 ноября. Все версии сценария были отклонены. В итоге Шеррифф получил за сценарий 10 932,62 долларов и 4756 долларов за то время, которое провёл в Калифорнии, внося изменения в сценарий. Биограф Джеймса Уэйла Джеймс Кертис предполагает, что Уэйл, который не интересовался фильмом, боялся из-за него потерять режиссёрское кресло «Плавучего театра» и попросил Шерриффа специально писать всё более плохие сценарии, надеясь в итоге отделиться от этого проекта. 14 января 1936 года продюсер Е. М. Эшер сообщил Брину, что сценарий Шерриффа не будет использоваться, а новый сценарий будет написан с нуля.

#### Сценарий Гаррета Форта
Новым сценаристом был назначен Гаррет Форт, который ранее работал над сценарием к «Франкенштейну» и «Дракуле».

### Кастинг
Дочь Дракулы была первой главной ролью Глории Холден. Как рассказывают, она была очень недовольна тем, что её назначили. Как и многие актёры, Холден смотрела на фильмы ужасов свысока. Она также видела как Бела Лугоши на протяжении многих лет после Дракулы, застрял в образе монстров и постоянно получал роли только в ужасах. Актриса боялась, что после этой роли, она так же станет заложником образа. Критик Марк Кларк считает, что по иронии судьбы именно отвращение Холден к роли привело к такому высокому качеству её исполнения. «Её презрение к роли переводится в своего рода отвращение к себе, что идеально подходит её беспокойному персонажу».
Изначально на роли в фильме были назначены Бела Лугоши и Джейн Уайетт. Universal также объявили, что в фильме появятся Борис Карлофф и Колин Клайв, которые вместе снимались во «Франкенштейне» и «Невесте Франкенштейна», и что Сезар Ромеро сыграет доктора Гарта. Как пишет The Hollywood Reporter, изначально Universal хотели видеть Герберта Маршалла в роли Шандора, но позже позвали на роль Ирвинга Пичела. Изначально заявленные звезды в фильме так и не сыграли. Вместо Белы Лугоши в одной из сцен в гроб положили восковую фигуру, повторяющую внешность актёра. Некоторые источники сообщают, что Лугоши за использование его образа заплатили 4000 долларов, но единственная подтвержденная запись любого финансового соглашения — это письмо, в котором Лугоши бесплатно разрешает использовать свою внешность для создания воскового бюста.

### Съёмки
Съёмки «Дочери Дракулы» начались 4 февраля 1936 года, ещё до того как Гаррет Форт завершил сценарий. Съёмку спешили начать поскорее из-за того что у Universal истекали права на экранизацию, по договору с Селзником. Сценарий был завершён только на третью неделю съёмок фильма. Фильм был завершен 10 марта 1936 года. Съёмки фильма шли по расписанию семь дней в неделю, одна неделя съёмок обходилась примерно в 50000 долларов, а по завершении съёмок бюджет составил уже 278380 долларов.
«Дочь Дракулы» стал последним в первом цикле фильмом ужасов Universal, работа над которыми началась ещё в 20-х годах. Публично Universal заявили, что это потому, что британский запрет на фильмы ужасов слишком сильно сократит доходы, которые могут приносить подобные фильмы. По правде говоря, цикл был приостановлен, потому что незадолго до съемок «Дочери Дракулы», семья Леммле потеряла контроль над Universal. Из-за перерасхода средств на ряде картин 1 ноября 1935 года Леммле младший вынужден был заплатить 1000000 долларов. Деньги поступили от финансиста Джона Чивера Каудина, главы Standard Capital Corporation и от кинопродюсера Чарльза Р. Роджерса. Кредит был получен, но когда Universal не смогла его погасить, Standard Capital Corporation взяла на себя управление студией. Это произошло 4 марта 1936 года. Роджерс сменил Леммле младшего на посту руководителя компании. Он не любил фильмы ужасов и потому закрыл их производство после выхода «Дочери Дракулы», далее сосредоточившись на мюзиклах. Universal не возвращалась к жанру ужасов в течение трёх лет, пока в 1939 году не выпустила фильм «Сын Франкенштейна».

### Другие производственные аспекты
Над дизайном макияжа Глории Холден вместе работали мастер по гриму Джек Пирс и мастер по спецэффектам, а в дальнейшем двукратный лауреат премии «Оскар» Джон П. Фултон. Они сочетали специальное освещение с серо-зелёным макияжем для финальных сцен Холден, создавая бледность, которая сильно контрастировала с более обычным телесными макияжем в других сценах. Хайнц Рёмхельд сочинил музыку к фильму, а Альберт С. Д'Агустино восстановил декорации замка Дракулы Чарльза Д. Холла и создал новые, такие как: Лондонский мост, болото, где было сожжено тело Дракулы, и комнату графини Залески.

## Критика и влияние фильма
Издание The New York Times дало «Дочери Дракулы» твердый, хотя и несколько щекотливый обзор. Ссылаясь на «леденящие кровь события» фильма и отметив, что «Глория Холден — удивительно убедительная женщина-летучая мышь», заключив, что фильм является как «довольно ужасающим», так и одновременно «милой маленькой картиной ужасов». Variety так же положительно оценило сам фильм и игру Глории Холден в частности. Несмотря на одобрение критиков, фильм не получил такого большого успеха как первая часть с Белой Лугоши.
Спустя годы отзывы о «Дочери Дракулы» резко разделились. Entertainment Weekly, просмотрев фильм после его релиза на видеокассетах, назвал его «одним из самых удовлетворительных вампирских фильмов, когда-либо снятых». Описывает визуальные приёмы режиссёра, как «пышные, вызывающие воспоминания и наполненные только правильной готической светотенью» и отмечает, что «Глория Холден, как главная героиня-вампир, безусловно сочится аристократическим эротизмом». EW заключает, что этот фильм лучше, чем оригинальный «Дракула» с Лугоши.
Райан Крэкнелл из Apollo Movie Guide, тоже хвалит актёрскую игру Холден, тем не менее замечает, что фильм «сегодня смотрится не так хорошо». Ссылаясь на то, что фильм развивается медленными шагами и «чрезмерно длинными диалогами», Крэкнелл сравнивает фильм с «чтением учебника — не самая захватывающая вещь в мире, но он дает представление и перспективы о фундаменте ранних фильмов ужасов и фильмы снятые более чем через пол века имеют с ним много сходств». Майкл У. Филлипс младший соглашается, называя фильм «заметным улучшением оригинального фильма, но всё ещё клонит в сон, слишком полагаясь на принудительную комедию и недостаточно на саспенс или страх». Филлипс как и остальные рецензенты хвалит игру Холден, а также Ирвинга Пичела, но игру остальных актёром называет слабой.
Автор книг ужасов Энн Райс назвала «Дочь Дракулы» прямым вдохновителем для своей собственной гомоэротической вампирской фантастики. В романе «Королева проклятых» Райс назвала бар в честь фильма — «Дочь Дракулы». Автор Рэмси Кэмпбелл под псевдонимом Карл Дредстоун написал новеллизацию фильма под названием «Дочь Дракулы», которая была опубликована в 1977 году. В 1985 году была опубликована книга, где пересказываются события фильма в версии для несовершеннолетних, написанная Карлом Р. Грином, Уильямом Р. Сэнфордом и Говардом Шредером. Некоторые обозреватели предполагают, что картина послужила в качестве вдохновения для фильма «Бульвар Сансент», отмечая некоторое сходство фильмов. Фильм Майкла Алмерейда «Надя» 1994 года является неофициальным ремейком «Дочери Дракулы».

## Лесбийский подтекст
Вампирша-лесбиянка имеет устоявшуюся тенденцию в литературе, начиная с новеллы 1872 года Джозефа Шеридана Ле Фаню «Кармилла». «Дочь Дракулы» стал первым фильмом с подобным образом на экране и положил начало всем последующим фильмам на данную тематику. Лесбийский подтекст фильма был очевиден с самого начала, что вызывало большие опасения у администрации PCA. Глава PCA Брин обратил особое внимание на сцену между графиней и её моделью Лили, написав: «это потребует очень осторожного обращения, чтобы избежать любого сомнительного аромата.» За день до того, как эту сцену должны были снимать, Гарри Зенер из Universal попросил Брина прочитать черновой вариант сцены. В ответ Брин написал:
Нынешнее предложение такое... позы Лили в обнаженном виде будут изменены. Она продемонстрирует шею и плечи, и не будет никакого намека на то, что она раздевается, и не будет никакого обнажения её персонажа. Было также заявлено, что за нынешней незавершенной сценой, последует другая, в которой Лили доставят в больницу, и там будет точно установлено, что на неё напал вампир. Вся последовательность сцен будет обработана таким образом, чтобы избежать любого намёка на извращенное сексуальное желание со стороны Марии или попытки сексуального нападения с её стороны на Лили.
Историк гей-кино Вито Руссо отметил в своей книге «Целлулоидный шкаф», что Universal выделила привлекательность графини Залески для женщин в некоторой своей рекламе фильма, используя слоган «Спасите женщин Лондона от дочери Дракулы!» Далее он привел графиню Залеску в качестве демонстрации «сущности гомосексуализма как хищнической слабости». Некоторые обозреватели того времени подхватили и осудили лесбийский контент фильма, включая New York World-Telegram в которой отмечалась тенденция графини бродить вокруг и «заглядываться на милых молодых девушек». Другие журналисты вообще не заметили какого либо подтекста, так New York Times советовал: «обязательно возьмите с собой детишек.». Entertainment Weekly описывает встречу графини и Лили как «настолько горячую, что невозможно представить, как она вообще прошла цензуру 30-х годов», тогда как Time Out London находит только «тонкий намек» на гомосексуальность. Специалист по ужасам Скал отмечает, что сцену стали рассматривать как «классическую лесбийскую последовательность, хотя и явно негативную».
Ещё одна лесбийская сцена, получившая меньше критического внимания, происходит, когда графиня держит Джанет в плену. Описанная как «самый длинный поцелуй, который никогда не снимался», графиня Залеска «любовно парит над Джанет… парит… и парит… медленно опускаясь чтобы поцеловать лежащую Джанет…» пока действие не прерывается прибытием доктора Гарта.
Журнал Bright Lights Film Journal отмечает, что «Глория Холден в главной роли почти единолично переосмыслила вампирский образ 20-х годов, в качестве производящей глубокое впечатление кровососа». Так же проводит неявное сравнение между графиней Залеской, стремящейся вылечить свой вампиризм через психиатрию, и бывшей позицией основной психиатрии по поводу гомосексуализма как психического заболевания.